# Special Forces Support Group
 Der er for få eller ingen kildehenvisninger i denne artikel, hvilket er et problem. Du kan hjælpe ved at angive troværdige kilder til de påstande, som fremføres i artiklen.

Special Forces Support Group (SFSG) er en specialstyrkeenhed under det britiske forsvar.
SFSG blev oprettet den 3. april 2006 som støtte for Special Air Service og Special Boat Service og er den yngste enhed i UK Special Forces (UKSF).
Enheden består af fire angrebskompagnier og et støttekompagni med specialenheden NRBQ.2

## Historie
I 2004 oprettede man to nye enheder til støtte for de britiske specialstyrker: Special Reconnaissance Regiment (SRR) og Special Forces Support Group (SFSG).
| Militær | Spire Denne artikel om militær er en spire som bør udbygges. Du er velkommen til at hjælpe Wikipedia ved at udvide den. |

51°24′20″N 3°27′07″V / 51.405517°N 3.45205°V